# 比昂卡·法雷拉
比昂卡·法雷拉（法語：Bianca Farella，1992年4月10日—），加拿大女子七人制橄榄球运动员。她曾代表加拿大参加2016年和2020年夏季奥林匹克运动会七人制橄榄球比赛，其中2016年奥运会获得一枚铜牌。